# Вацлав Клемент
Вацлав Клемент (чеськ. Václav Klement, 16 жовтня 1868, Велвари, Богемське королівство, Австро-Угорщина — 10 серпня 1938, Млада Болеслав, Чехословаччина) — чеський підприємець, один з піонерів автомобілебудування.

## Біографія
Народився в місті Велвари. Закінчивши школу, перебрався до Праги, де рік працював продавцем в магазині книг. У 1886 році став керуючим книгарні в місті Млада Болеслав. Брав участь у створенні місцевого велосипедного клубу. У 1894 році придбав велосипед і через деякий час звернувся до філії дрезденської фірми «Зайдель унд Науманн» (Seidel & Naumann) з проханням відремонтувати його. Отримавши відмову, вирішив створити власне підприємство по ремонту, а потім і випуску велосипедів.
У 1895 році разом з механіком Вацлавом Лауріном заснував фірму під назвою «Лаурін і Клемент» (Laurin & Klement) з виробництва велосипедів. У 1898 році Вацлав Клемент під час поїздки в Париж побачив мотоцикл братів Вернер. Цей мотоцикл був велосипедом з встановленим на передній вилці бензиновим двигуном. Крутний момент від двигуна передавався ременем на переднє колесо; при цьому у власника залишалася можливість пересуватися на мотоциклі як на звичайному велосипеді, обертаючи педалі. Після повернення Вацлава з Парижа компаньйони почали експерименти по створенню подібної машини. У компонування внесли зміну — щоб полегшити управління, двигун зняли з передньої вилки і розмістили всередині рами; мотоцикл став задньоприводним. Трохи пізніше до такого ж рішення прийшли Михайло та Євген Вернер, створивши в 1901 році мотоцикл з приводом на заднє колесо і двигуном, поміщеним усередину колісної бази.
У 1901 році фірма взяла участь у Міжнародній спортивній виставці в Празі, міжнародному автошоу в Відні і міжнародній автомобільній виставці в Гамбурзі, і на всіх трьох виставках взяла перші призи.
У 1902 році в гонці Париж-Відень мотоцикл фірми «Лаурін і Клемент» посів третє місце.
1903 рік став ще вдалішим: в гонці на перевалі Земмерінг мотоцикли фірми зайняли всі три призових місця. У тому ж році на автошоу в Відні компанія була нагороджена золотою медаллю і державною премією Міністерства торгівлі.
Гоночний сезон 1904 року теж почався з перемог. В цьому ж році фірма отримала пропозицію Австрійської асоціації мотоциклістів представити Австро-Угорську імперію на міжнародному гоночному турнірі у Франції, який повинен був відбутися 25 вересня. Результат — друге і п'яте місця. У наступному, 1905 році, чеський мотоцикл завоював на турнірі у Франції перше місце.
З метою залучення додаткового капіталу для розширення виробництва компаньйони в 1907 році перетворили свою фірму в акціонерне товариство під назвою «Laurin & Klement, акціонерна компанія, автомобільний завод в Млада-Болеславі». Вацлав Клемент став генеральним директором, а Вацлав Лаурін отримав пост технічного директора.
Перший автомобіль компанії був представлений в липні 1905 року в Празькому автосалоні, а вже через два роки автомобілі Laurin & Klement були показані на «1-ій Міжнародній Автомобільній Виставці» в Санкт-Петербурзі. Трохи пізніше, в 1908 році два автомобіля L & K взяли участь в автопробігу Петербург-Москва. Слід згадати і пробіг за маршрутом Петербург-Севастополь, який відбувся у вересні 1911 року: п'ять автомобілів заводської команди прийшли до фінішу без штрафних очок.
Крім спортивних заходів, автомобілі компанії в 1911—1912 роках взяли участь у трьох російських випробувальних автопробігах, що проводилися Військовим Відомством. У 1911 році в першому випробувальному пробігу вантажних автомобілів брала участь санітарна машина L & K, а в другому, який відбувся восени 1912 року — автомобіль вантажопідйомністю 3 тонни. Два легкових автомобіля компанії в 1912 брали участь в пробігу штабних машин. Всі автомобілі компанії отримали високу оцінку. З початком Першої Світової війни компанія припинила свою діяльність в Росії.
Після закінчення Першої Світової війни і розпаду Австро-Угорської імперії підприємство, яке опинилося на території Чехословаччини, знову розпочало випуск автомобілів. Крім автомобілів, компанія випускала моторні плуги «Ексельсіор», а також авіаційні двигуни V-12 за ліцензією «Лоррен-Дітріх».
У 1925 році компанію Laurin & Klement придбав Пльзеньський концерн «Шкода» (Skoda). Сам Клемент поступово відійшов від справ і помер 12.08.1938 в Млада Болеславі.